# ثابت عبد السلام
ثابت عبد السلام (مواليد 26 مارس 1994)، المعروف باسم عبد العزيز عبد السلام، لاعب كرة قدم صيني يلعب حاليًا كمهاجم لصالح "Cangzhou Mighty Lions".